# Antti Aarne
Antti Amatus Aarne, född 5 december 1867 i Björneborg, död 5 februari 1925 i Helsingfors, var en finsk folklorist och professor 1922–1925 vid Helsingfors universitet.

## Vetenskap
Aarne vistades 1895-98 i Moskva som stipendiat i ryska språket och passade samtidigt på att samla in material för sin doktorsavhandling om folksagor, Vergleichende Märchenforschung (1907). Aarne var elev till Julius Krohn och dennes son Kaarle Krohn. Han verkade 1898-1920 som läroverkslärare, och var rektor vid finska reallyceet i Sordavala 1904-1908. Aarne blev 1911 docent i jämförande folklivsforskning vid Helsingfors universitet. Hans internationellt berömda verk Verzeichnis der Märchentypen (1910) utgör den första sagotypskatalogen, där han enligt innehåll och moitv indelar sagorna i olika typer. Aarne utvecklade Krohns s.k. geografisk-historiska metod eller den s.k. finska skolan för komparativ folkloristik och tillämpade den i sagoforskning. Han gav varje sagotyp ett namn och ett kodnummer, till exempel Aa 510 står för Askungen. Metoden kallas även för Aarne-Thompsons klassifikationssystem. Även inom forskning av gåtor är hans resultat betydelsefulla. 
Bland dem som representerade den finska skolan blev Aarne den internationellt mest kända. Vid utarbetandet av sin typologi samarbetade han inte endast med Krohn, utan även med en stor skara folklorister, bl.a. den finlandssvenske Oskar Hackman, dansken Axel Olrik, tysken Johannes Boldt och sagoforskaren Carl Wilhelm von Sydow. von Sydow nämner särskilt doktorsavhandlingen från 1907 och Die Zaubergaben (båda i Journal finno-ougrienne 25/1907 och 27/1910) samt en rad liknande arbeten i Folklore Fellows Communications (FFC 11, 15, 20, 22, 23) som utmärkande för stor grundlighet. Aarne har även författat orienterande handböcker i sagoforskning (FFC 13, 14) och ett par undersökningar på gåtans och Kalevalaforskningens område (FFC 26-28, 47-48).
Efter Aarnes död vidareutvecklades typologiseringssystemet av den amerikanske folkloristen Stith Thompson (The Types of the Folk-tale. A Classification and Bibliography, 1927) vid universitetet i Indiana och koden ändrades till AT eller AaTh.

## Kritik
När nya paradigm såsom funktionalism, strukturalism och performans under 1900-talets lopp vann insteg i den folkloristiska forskningen fanns det många som ansåg att Aarnes typologiseringssystem var föråldrat, och det utsattes för hård kritik. Men än idag används Aarnes metod som ett komplement till andra nyare forskningsmetoder. För den som vill forska i berättartradition är Aarnes typkatalog ett nödvändigt redskap.